# Heterosuchus
Heterosuchus é um gênero extinto de crocodilomorfo que pode ter sido um eusuchiano.  É conhecido apenas a partir de pescoço e vértebras das costas recuperados das rochas da era do Cretáceo Inferior dos Leitos Hastings (Grupo Wealden de Hastings, Sussex). Estas vértebras são procélicas (articulação bola-e-soquete com o soquete na frente e a bola nas costas das vértebras individuais), o que é um traço dos eusuchianos. O Heterosuchus foi descrito por Harry Seeley em 1887, com o H. valdensis como a espécie-tipo. Pode ser do mesmo gênero que o ligeiramente mais jovem Hylaeochampsa, deduzido ter sido de grau evolucionário semelhante, mas não há material que se sobreponha embora o Hylaeochampsa seja conhecido apenas a partir de um crânio parcial; o Hylaeochampsa seria o nome usado por ambos nesse caso, porque é o nome mais velho (cunhado em 1874). Em razão do material esparso e da aparente falta de características distintivas, James Clark e Mark Norell (1992) consideraram o Heterosuchus um nome dúbio.